# زباله‌سوزی

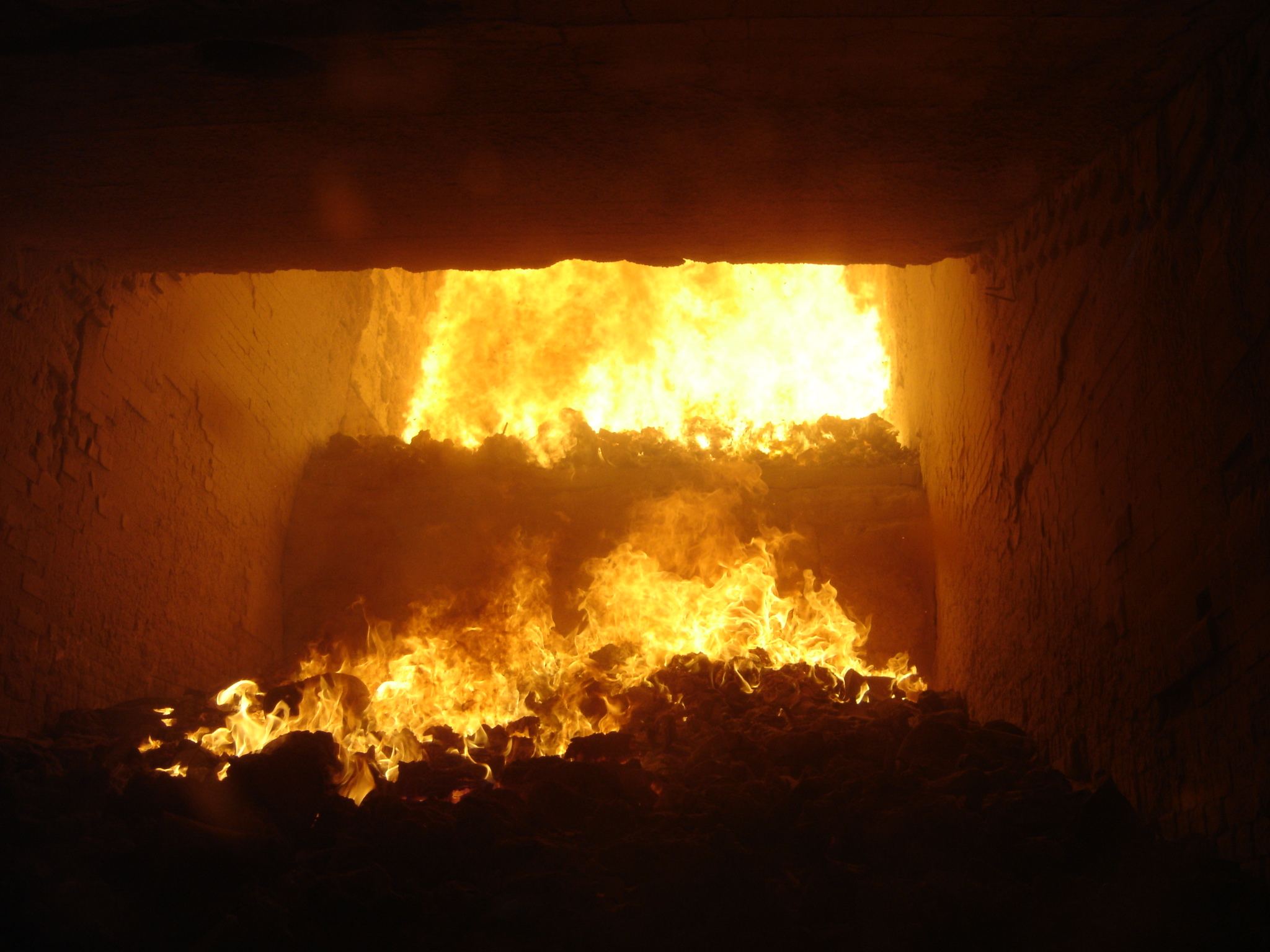
سوختن زباله ها در کوره

زباله‌سوزی یکی از روش‌های نابودسازی زباله‌ است که طی آن پسماندهای آلی، در کوره‌هایی تحت شرایطی کنترل‌شده سوزانده می‌شوند. 
دستگاهی که در آن پسماند به‌ کمک شعله سوزانده می‌شود، زباله‌سوز حرارتی نام دارد. زباله‌سوزی با محفظه احتراق چرخان نیز از دیگر روش‌ها است. زباله‌سوز با تزریق مایع، دستگاهی است متداول برای سوزاندن پسماندهای مایع که در فشار بالا و به روش تبدیل مایع به قطرات ریز عمل می‌کند.
عمده‌ترین مشکل زیست‌محیطی زباله‌سوزی مربوط به آلاینده‌های متعدد و مختلفی است که به مقدار زیاد وارد هوا می‌شود و این مشکل باعث می‌شود که هزینه‌های گزافی به سامانه زباله‌سوز تحمیل شود تا استانداردهای مجاز خروجی که در برخی شرایط حصول آن دشوار است برآورده شود. همچنین تولید فوران و دی اکسین به علت سوختن ناقص از خروجی‌های دود‌کش‌های دستگاه زباله‌سوز است که یک پیکو گرم(واحد جرمی در حد یک میلیونم میلی گرم) از آن و ترکیبش با پوست باعث ابتلا به سرطان خواهد شد خاکستر باقی‌مانده به‌رغم اینکه عاری از مواد آلی و عوامل مزاحم دیگر است اما احتمال حضور فلزات سنگین در آن استفاده‌های بعدی از آن به‌ویژه در خاک و کشاورزی را با مشکل و محدودیت روبه‌رو می‌کند ولی در برخی کشورها، محققان به دنبال استفاده از آن در صنعت ساختمان هستند.
کارخانه های صنعتی سوزاندن زباله معمولاً به عنوان تأسیسات "زباله به انرژی" شناخته می شوند. سوزاندن و سایر سیستم های سوزاندن زباله در دمای بالا به عنوان "تصفیه حرارتی" توصیف می شوند. سوزاندن مواد زائد زباله را به خاکستر، گاز دودکش و گرما تبدیل می کند. خاکستر بیشتر توسط اجزای غیر آلی زباله تشکیل می شود و ممکن است به شکل توده های جامد یا ذرات حمل شده توسط جریان گاز به خود بگیرد. گازهای تولید شده باید قبل از پخش شدن در جو از آلاینده های گازی و ذرات پاکسازی شوند. در برخی موارد، گرمای تولید شده از سوزاندن می تواند برای تولید برق استفاده شود.
سوزاندن با بازیابی انرژی یکی از چندین فناوری تبدیل زباله به انرژی مانند گازی سازی، آذر کافت و هضم بی هوازی است. فن‌آوری‌های زباله سوزی و گازی سازی در اصل مشابه هستند، انرژی تولید شده از زباله سوزی، گرمای در دمای بالا است در حالی که گاز قابل احتراق اغلب محصول اصلی انرژی حاصل از گازی سازی است. زباله سوزی و گازی سازی نیز ممکن است بدون بازیافت انرژی و مواد انجام شود.
در چندین کشور، هنوز نگرانی‌هایی از سوی کارشناسان و جوامع محلی در مورد اثرات زیست‌محیطی زباله‌سوزها وجود دارد.
در برخی کشورها، زباله سوزهایی که چند دهه پیش ساخته شده اند، اغلب قبل از احتراق جداسازی مواد برای حذف مواد خطرناک، حجیم و قابل بازیافت انجام نمیشد. این تأسیسات به دلیل فیلتر نکردن گازهای تولید شده به اندازه کافی و کنترل نداشتن فرآیند احتراق، سلامت کارگران کارخانه و محیط محلی را به خطر می انداخت. اکثر این تأسیسات برق تولید نمی کردند.
زباله سوزها، جرم جامد زباله را بین 80 تا 85 درصد و حجم (که قبلاً تا حدودی در کامیون های زباله فشرده شده است) را 95 تا 96 درصد کاهش می دهند، بسته به ترکیب و درجه بازیابی مواد مانند فلزات باقی مانده از خاکستر برای بازیافت کردن. این بدان معناست که سوزاندن به طور کامل جایگزین خاک چال نمی شود ولی حجم لازم برای دفع را به میزان قابل توجهی کاهش می دهد. کامیون های حمل زباله اغلب حجم زباله را در یک کمپرسور داخلی قبل از تحویل به زباله سوز کاهش می دهند. روش دیگر، در محل های دفن زباله، حجم زباله های فشرده نشده را می توان با استفاده از یک کمپرسور ثابت فولادی، البته با هزینه انرژی قابل توجه، تقریباً 70% کاهش داد.
زباله سوزی فواید بسیار زیادی برای تصفیه انواع زباله های خاص در مناطق خاص مانند زباله های بالینی و برخی زباله های خطرناک دارد که در آن عوامل بیماری زا و سموم می توانند در دمای بالا از بین بروند. به عنوان مثال می توان به کارخانه های شیمیایی چند محصولی با جریان های فاضلاب سمی یا بسیار سمی مختلف اشاره کرد که نمی توانند به یک تصفیه خانه فاضلاب معمولی هدایت شوند.
احتراق زباله به ویژه در کشورهایی مانند ژاپن، سنگاپور و هلند که زمین، کمیاب است، رواج دارد. دانمارک و سوئد با استفاده از انرژی تولید شده از سوزاندن برای بیش از یک قرن، در تاسیسات ترکیبی حرارت و برق محلی که از طرح‌های گرمایش منطقه‌ای حمایت می‌کنند، پیشرو بوده‌اند. در سال 2005، سوزاندن زباله 4.8 درصد از مصرف برق و 13.7 درصد از کل مصرف گرمای خانگی در دانمارک را تولید کرد. تعدادی از کشورهای اروپایی دیگر به شدت به سوزاندن زباله های شهری متکی هستند، به ویژه لوکزامبورگ، هلند، آلمان و فرانسه.

## تاریخچه
اولین کوره های زباله سوز بریتانیا برای دفع زباله در ناتینگهام توسط Manlove, Alliott & Co. Ltd. در سال 1874 با طرحی که توسط آلفرد فرایر ثبت شده بود ساخته شد. آنها در ابتدا به عنوان ویرانگر شناخته می شدند.
اولین کوره زباله سوز ایالات متحده در سال 1885 در جزیره گاورنر در نیویورک، نیویورک ساخته شد. اولین تاسیسات در جمهوری چک در سال 1905 در برنو ساخته شد.